# 岩高兰属
岩高兰属（学名：Empetrum）是岩高兰科下的一个属，为矮小灌木植物。该属共有6种，分布于北温带和北极地区。